# 23e division d'infanterie (Allemagne)
Pour les articles homonymes, voir 23e division.
La  23e division d'infanterie est une des divisions d'infanterie de la Wehrmacht durant la Seconde Guerre mondiale.

## Création et différentes dénominations
- La 23e Infanterie-Division a été formée à Potsdam, le 15 octobre 1935.
- Le 14 septembre 1942, la division a été réorganisée et rebaptisée 26e Panzerdivision.
- La division a été reformée le 23 octobre 1942 au Danemark à partir d'éléments de l'ancienne 23e Infanterie-Division et le remplacement de la Ersatzheer.
- La 23e Infanterie-Division est reformée une nouvelle fois en décembre 1944

## Surnom
- Grenadierkopf

## Les commandants
- Generalleutnant Ernst Busch : 15 octobre 1935 - 1er mars 1938
- General der Infanterie Walter Graf von Brockdorff-Ahlefeldt : 1er mars 1938 - 1er juin 1940
- Generalleutnant Heinz Hellmich : 1er juin 1940 - 17 janvier 1942
- Generalleutnant Curt Badinski : 17 janvier 1942 - 9 juillet 1942
- Generalmajor Friedrich von Schellwitz : 15 novembre 1942 - août 1943
- General der Artillerie Horst von Mellenthin : août 1943 - 1er septembre 1943
- Generalleutnant Paul Gurran (de) : 1er septembre 1943 - 22 février 1944
- Generalleutnant Walter Chales de Beaulieu : 22 février 1944 - 1er août 1944
- Generalleutnant Hans Schirmer : 1er août 1944 - 8 mai 1945

## Théâtres d'opérations
- 15 octobre 1935 : création de la 23e Infanterie-Division à Potsdam[1]
- 1er septembre au 6 octobre 1939 : campagne de Pologne; combats en Poméranie
- Octobre 1939 - juin 1940 : la division stationne en Pologne et en Allemagne (province de Rhénanie, Eifel)
- Mai - juin 1940 : bataille de France ; Luxembourg, Bastogne, Libramont, Charleville, Rethel, Dijon, Le Creusot, Montbéliard
- Juillet - septembre 1940 : l'unité stationne à Langres
- Septembre 1940 - mai 1941 : la division stationne en province de Prusse-Orientale
- Juin 1941 - juillet 1942 : opération Barbarossa, front du centre; Bialystok, Minsk, Brest, bataille de Smolensk, Viazma, bataille de Moscou, Mojaïsk, Gjatsk.
- juillet 1942 : la division quitte le front russe et stationne à Amiens.
- 14 septembre 1942: la division est réorganisée et rebaptisée 26e Panzerdivision.
- 23 octobre 1942 - janvier 1943 : La 23e Infanterie-Division est reformée au Danemark.
- Janvier - octobre 1943 : Elle est dans le secteur nord du front russe et participe au siège de Leningrad et au front du Volkhov
- Octobre 1943 - février 1944 : Elle passe dans le secteur centre du front russe; Nevel.
- Février - septembre 1944 : Elle retourne dans le secteur nord du front russe; Sebej, Opotchka.
- Septembre - octobre 1944 : la division combat dans les îles de la Baltique et en Livonie. Ayant subi de lourdes pertes, la division est dissoute.
- Décembre 1944 : la 23e Infanterie-Division est reformée une nouvelle fois en province de Prusse-Orientale.
- De janvier au 8 mai 1945 elle combat en Prusse-Orientale et se rend le 8 mai à l'Armée rouge.

## Ordres de bataille

### 1939
- Infanterie-Regiment 9
- Infanterie-Regiment 67
- Infanterie-Regiment 68
- Aufklärungs-Abteilung 23
- Artillerie-Regiment 23
- Beobachtungs-Abteilung 23
- Pionier-Bataillon 23
- Panzerabwehr-Abteilung 23
- Nachrichten-Abteilung 23
- Feldersatz-Bataillon 23
- Versorgungseinheiten 23

### 1942
- Grenadier-Regiment 9
- Grenadier-Regiment 67
- Füsilier-Regiment 68
- Radfahr-Abteilung 23
- Artillerie-Regiment 23
- Pionier-Bataillon 23
- Panzerjäger-Abteilung 23
- Nachrichten-Abteilung 23
- Feldersatz-Bataillon 23
- Versorgungseinheiten 23

### 1943-1945
- Grenadier-Regiment 9
- Grenadier-Regiment 67
- Füsilier-Regiment 68
- Füsilier-Bataillon 23
- Artillerie-Regiment 23
- Pionier-Bataillon 23
- Panzerjäger-Abteilung 23
- Nachrichten-Abteilung 23
- Feldersatz-Bataillon 23
- Versorgungseinheiten 23

## Personnalités ayant servi au sein de la division
- Philipp von Bismarck : Résistant allemand contre Hitler
- Hasso von Boehmer (en) : Résistant exécuté après l'échec de l'attentat contre Hitler
- Walter Graf von Brockdorff-Ahlefeldt : Résistant allemand contre Hitler
- Axel Freiherr von dem Bussche-Streithorst : Résistant allemand contre Hitler
- Heinrich Hitler : Neveu d'Adolf Hitler, prisonnier sur le front russe, mort à Moscou en 1942 en captivité
- Friedrich Klausing : Résistant exécuté après l'échec de l'attentat contre Hitler
- Ewald-Heinrich von Kleist-Schmenzin : Résistant allemand contre Hitler
- Ferdinand von Lüninck (de) : Résistant exécuté après l'échec de l'attentat contre Hitler
- Kurt von Plettenberg (en) : Résistant exécuté après l'échec de l'attentat contre Hitler
- Fritz-Dietlof von der Schulenburg : Résistant exécuté après l'échec de l'attentat contre Hitler
- Henning von Tresckow : Résistant se suicide après l'échec de l'attentat contre Hitler
- Heinrich Freiherr von Weizsäcker : Frère du futur président de l'Allemagne Richard von Weizsäcker
- Richard von Weizsäcker : Président de l'Allemagne de 1984 à 1994